# Wiesław Paweł Szymański
Wiesław Paweł Szymański (ur. 18 lutego 1932 w Częstochowie, zm. 12 października 2017 w Krakowie) – polski krytyk literacki, historyk literatury, prozaik, pracownik naukowy. Od 1989 profesor Uniwersytetu Jagiellońskiego.

## Życiorys
Ukończył studia z zakresu filologii polskiej na Katolickim Uniwersytecie Lubelskim. Debiutował na łamach Tygodnika Powszechnego w 1953. W latach 1972–1975 był lektorem i wykładowcą literatury polskiej w Nancy we Francji. Rozprawy, artykuły i recenzje drukował m.in. w czasopismach: Miesięcznik Literacki, Poezja, Twórczość, Tygodnik Powszechny, Współczesność, Znak, Życie Literackie.
W 1969 obronił rozprawę doktorską napisaną pod kierunkiem prof. Kazimierza Wyki zatytułowaną Z dziejów czasopism literackich w dwudziestoleciu międzywojennym. W tym samym roku rozpoczął pracę na UJ. W 1973 habilitował się na podstawie rozprawy Neosymbolizm – o awangardowej poezji polskiej w latach trzydziestych. W 1989 uzyskał tytuł profesora nadzwyczajnego, a w 2000 został mianowany profesorem zwyczajnym. Członek Stowarzyszenia Pisarzy Polskich oraz PEN Clubu. 
W zakresie historii literatury specjalizował się w szeroko rozumianym piśmiennictwie dwudziestolecia międzywojennego.
Pochowany na cmentarzu wojskowym przy ul. Prandoty w Krakowie.

## Twórczość
Rozprawy, eseje i szkice:
- Ballady przed burzą, Warszawa, PIW, 1961
- Od metafory do heroizmu, Kraków, Wydawnictwo Literackie, 1967
- Z dziejów czasopism literackich w dwudziestoleciu międzywojennym, Kraków, Wydawnictwo Literackie, 1970
- Świadomość estetyczna polskiej awangardy. O "Zwrotnicy", Kraków, PWN, 1971
- Konstanty Ildefons Gałczyński zarys monograficzny, Warszawa, PIW, 1972
- Neosymbolizm. O awangardowej poezji polskiej w latach trzydziestych, Kraków, Wydawnictwo Literackie, 1973
- Outsiderzy i słowiarze, Wrocław, Ossolineum, 1973
- Julian Przyboś zarys monograficzny, Warszawa, PIW, 1978
- Z mroku korzeni. Studium o poezji Karola Wojtyły, Kalwaria Zebrzydowska, Calvarianum, 1989
- Rozmowy z pisarzami. Wywiady, Kraków, Znak, 1981
- "Odrodzenie" i "Twórczość" w Krakowie, Wrocław, Ossolineum, 1981
- Ostatni romans, Kraków, Universitas, 1991
- Uroki dworu, Kraków, Wydawnictwo Arka, 1993
- Cena prawdy, Kraków, Wydawnictwo Arcana, 1996
- Moje dwudziestolecie, Kraków, Wydawnictwo Arcana1998
- Sam na sam z wierszem, Kraków, Wydawnictwo Arcana, 2000
- Ogród plewiony, Kraków, Księgarnia Akademicka, 2003
- Między ciemnością a świtem, Kraków, Księgarnia Akademicka, 2005
- Przeszłość jest to dziś, Kraków, Księgarnia Akademicka, 2012

Powieści:
- Niedźwiedź w katedrze, Warszawa, Czytelnik, 1981
- Chwila bez godziny, Kraków, Wydawnictwo Literackie, 1982
- Listy nad wodami, Kraków, Wydawnictwo Literackie, 1987
- Wysokie schody, Kraków, Wydawnictwo Literackie, 1990

## Odznaczenia
W 2016 roku odznaczony przez prezydenta Andrzeja Dudę Krzyżem Oficerskim Orderu Odrodzenia Polski (M.P. z 15.07.2016, poz. 654)